# Производственная улица (Москва)
Произво́дственная у́лица — улица в районе Солнцево Западного административного округа Москвы.
Начинается от Боровского шоссе и заканчивается перекрёстком трёх улиц: Производственная — Новопеределкинская — Родниковая. Нумерация домов начинается от Боровского шоссе.

## Происхождение названия
После Великой Отечественной войны в казармах аэродрома стоял 43-й авиационный полк, после эвакуации которого в Кубинку на поле Суковского аэродрома была организована лётно-испытательная база НИИ-17 (ЛИБ). В 1963 году база была реорганизована в Научно-исследовательский летно-испытательный центр (НИЛИЦ), затем с марта 1972 года Постановлением правительства на базе НИЛИЦ было создано Научно-производственное объединение «Взлёт». Организатором и первым руководителем его стала Герой Советского Союза Валентина Степановна Гризодубова, проработавшая во «Взлёте» с 1963 года по 1972 год.
Из-за близости к аэродрому улица до 1984 года называлась Аэродромной, а после вхождения Солнцева в состав Москвы была переименована в Производственную, поскольку расположена в промышленной зоне района.

## Транспорт
По улице проходят автобусы 330, 518, 686, 689, 695, 707, 729, 734, 862.